# Muzeum Vysočiny Pelhřimov
Muzeum Vysočiny Pelhřimov je muzeum v Pelhřimově, umístěno je v pelhřimovském zámku na Masarykově náměstí čp. 12, založeno bylo v roce 1901, prakticky však začalo fungovat o několik let později, zestátněno bylo v roce 1954 a od té doby funguje pod různými názvy ve stávající podobě. Muzeum také spravuje další budovy, jsou jimi: Městská šatlava, Domeček F. B. Vaňka a hrad Kámen.

## Historie
O založení muzea v Pelhřimově se zasloužil ředitel gymnázia v Pelhřimově Václav Petrů, ten vydal několik spisů z historie města – první vydal v roce 1976, později další spisy vydával ještě Vladimír Charvát a Anna Šebestová-Ledecká, ta organizovala i místní Národopisnou výstavu v roce 1895. V roce 1893 se konala ve městě ještě hospodářská výstava a v roce 1906 se konala výstava ženských ručních prací.
Václav Petr pak v roce 1901 podal návrh na založení místního muzejního spolku a muzea, pelhřimovské zastupitelstvo tento návrh schválilo 11. září 1901, sbírkové předměty pro muzeum pocházely z národopisné výstavy v roce 1895 a také ze sbírky pana Rožánka. Spolek byl v roce 1907 reorganizován, v jeho vedení stanuly Jan Fried, Karel Jun a Antonín Linhart, v roce 1908 pak byla v pelhřimovském zámku uveřejněna expozice, celkem se předměty nacházely ve třech místnostech zámku. Muzejní spolek pak vydával i historické a vlastivědné monografie jako je například knížka o Pelhřimovu od Karla Polesného a Zdeňka Wirtha a další knížky. V roce 1908 získalo do dlouhodobého užívání zámek právě muzeum.
Jan Fried vedl muzeum až do roku 1951, posléze v roce 1954 bylo muzeum zestátněno a bylo přejmenováno na Okresní vlastivědné muzeum v Pelhřimově a nadále bylo řízeno Okresním národním výborem. Do roku 1960 muzeum nebylo plně samostatné, fungovalo jako pobočka Krajského muzea v Jihlavě, později bylo pod správou Jihočeského muzea v Českých Budějovicích. V roce 1967 byla z ideového donucení otevřena expozice síně grafika, typografa a písmomalíře Oldřicha Menharta a později i síň literátů, původní expozice však byla zanechána až do roku 1977.
Později byla připravena expozice v zámku, připravovala se po tři roky a v roce 1981 byla otevřena, její název byl Vítěznou cestou KSČ, v roce 1985 byla pak otevřena další část expozice, ta už nebyla v zámku, ale byla otevřena v Šrejnarovském domě v čp. 10 na Masarykově náměstí a zabývala se historií Pelhřimova a okolí. Expozice byla v roce 1990 zrušena.
V roce 1991 byly otevřeny nové expozice, stálá expozice v zámku, tam byly představeny osobnosti z okolí Pelhřimova a z města, stejně tak jsou ukázány předměty z depozitů muzea. Později byla upravena i expozice v sousedním domě čp. 10. V roce 2003 bylo muzeum reorganizováno a přejmenováno z Okresního muzea Pelhřimova na příspěvkovou organizaci kraje Vysočina – Muzeum Vysočiny Pelhřimov.

## Expozice

### Zámek pánů z Říčan
V pelhřimovském zámku v čp. 12 na Masarykově náměstí je umístěno zázemí muzea a také dvě stálé expozice, jsou jimi historická expozice a otec a syn Šejnostové.

#### Historická expozice

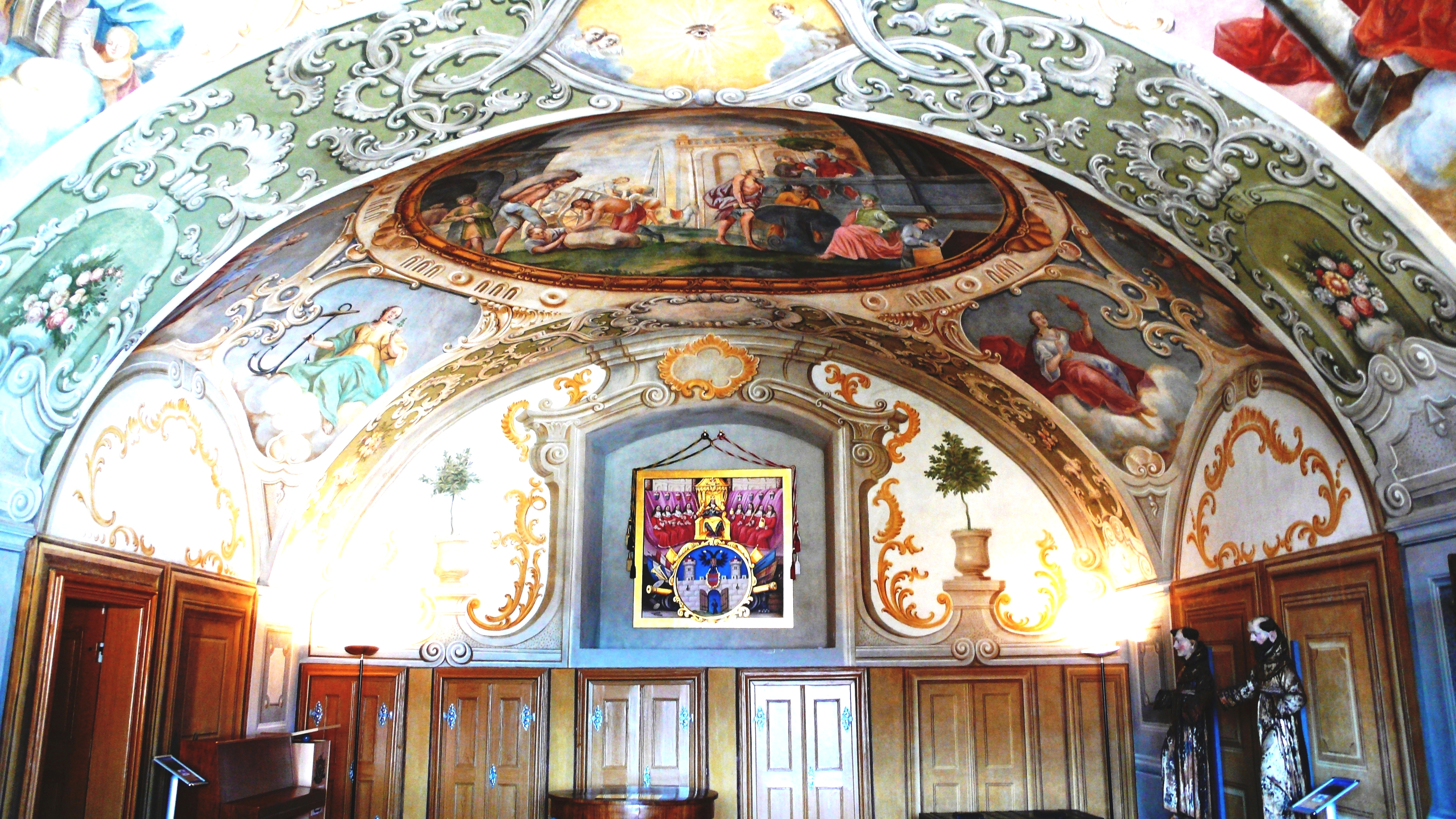
Fraskový sál zámku pánů z Říčan (dnes Muzeum Vysočiny Pelhřimov)

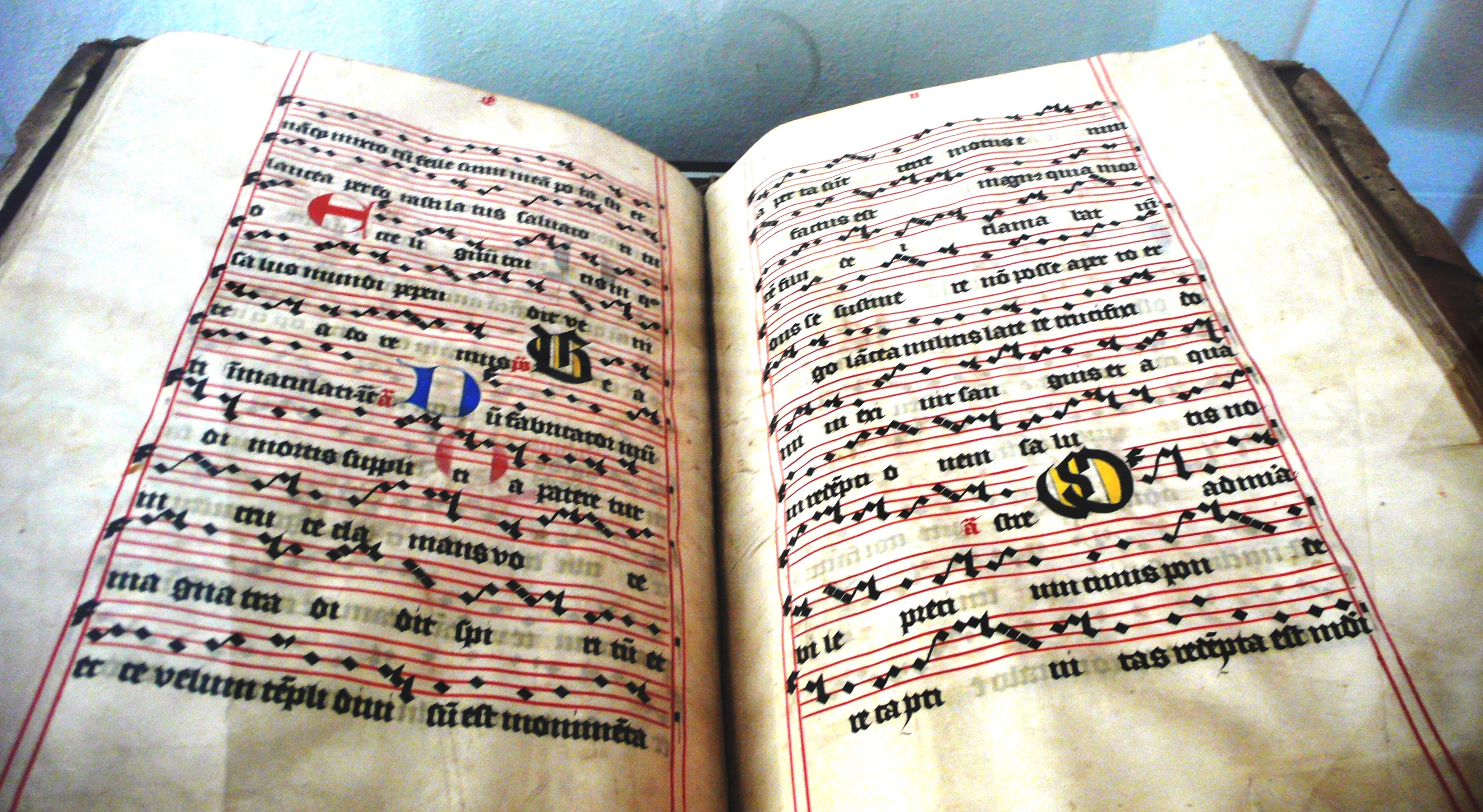
V expozixi vystavený Pelhřimovský graduál z roku 1493

V expozici zabývající se historií jsou umístěny nejstarší sbírkové předměty v majetku muzea, např. tzv. Pelhřimovský graduál a další předměty, ty jsou umístěny v části expozice zabývající se středověkem v Pelhřimově a okolí. V části o společnosti a společenském životě jsou umístěny předměty denní potřeby a také stylizovaný pokoj. V tzv. freskovém sále jsou umístěny fresky namalované kutnohorským štafířem Václavem Hubaciusem podle návrhu pražského mistra Jana Jakuba Quirina (1739–1802).

#### Josef a Zdeněk Šejnostovi

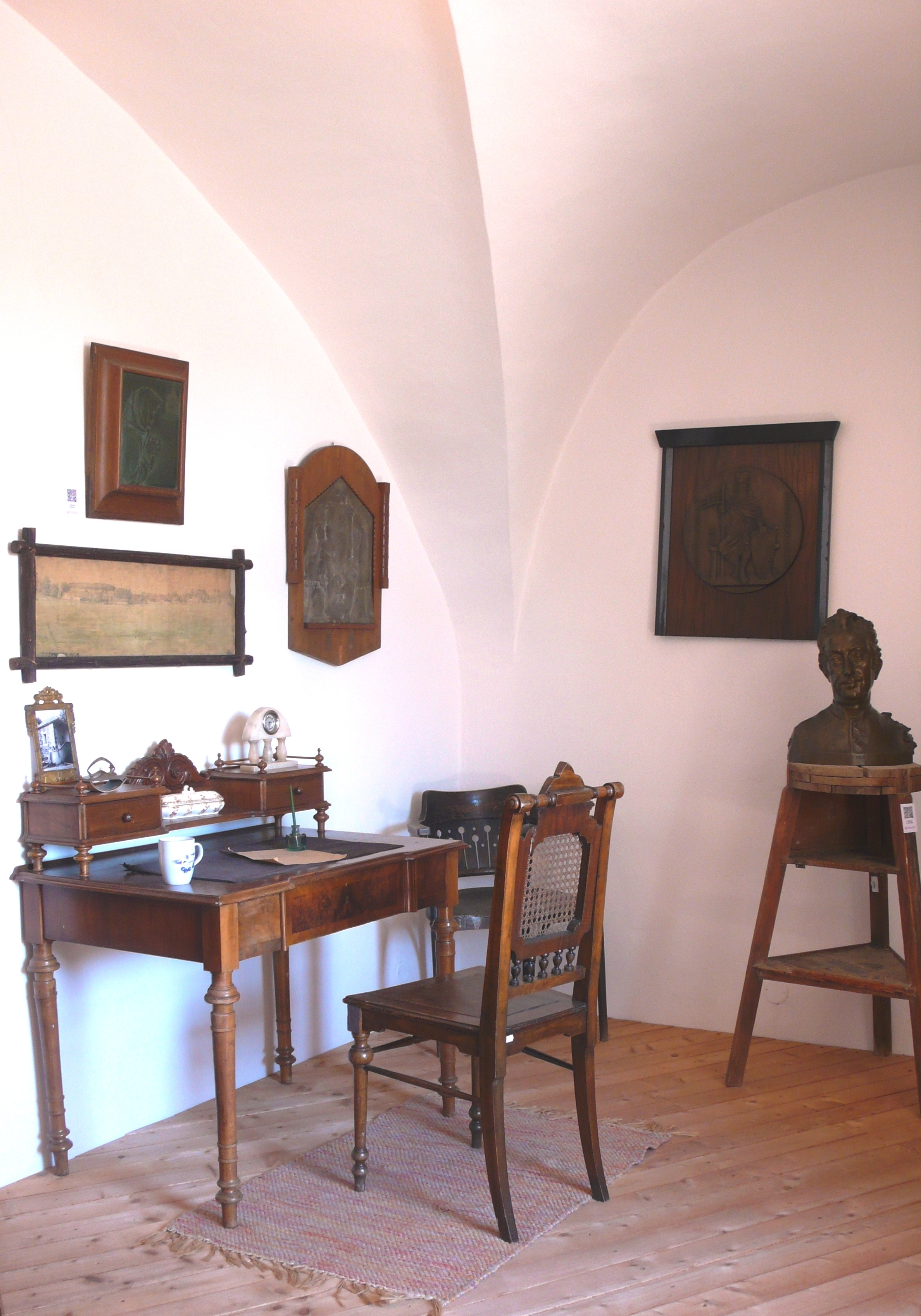
Jedna ze tří místností věnovaných sochaři a medailérovi Josefu Šejnostovi a jeho synovi Zdeňkovi

V roce 2005 byla vytvořena expozice věnovaná Josefu Šejnostovi (medailér a sochař) a Zdeňku Šejnostovi (akademický sochař), muzeum získalo pozůstalost otce a syna Šejnostových, celkem je expozice umístěna ve třech místnostech zámku.

### Městská šatlava

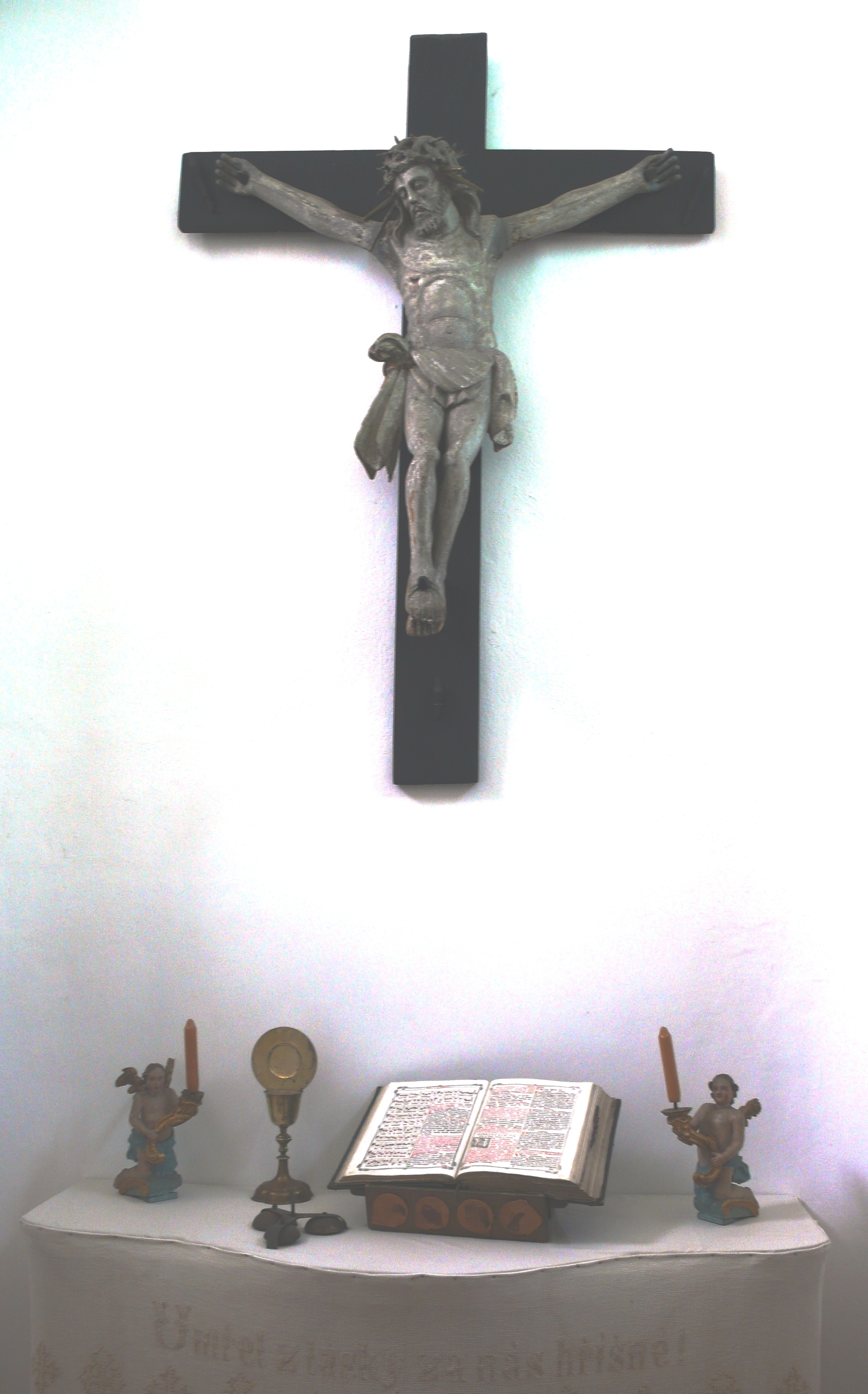
K muzeu přiléhá městská šarlava s vězeňskou kaplí

V městské šatlavě jsou uvedeny sbírky související s historií věznice v Pelhřimově, městská věznice byla v místech stavby na čp. 11. na Masarykově náměstí přibližně od 16. století, zpřístupněno je nádvoří, mučírna, cela a věžeňská kaple. V mučírně jsou uvedeny sbírkové předměty související s mučením a tresty, v kapli je oltář a další liturgické předměty.

### Domeček F. B. Vaňka
František Bernard Vaněk byl děkanem v Pelhřimově, postupně byl začleněn do majetku muzea, dům byl postaven v roce 1934, jeho součástí jsou informace o děkanovi Vaňkovi a také předměty denní potřeby.

### Hrad Kámen
Na hradě Kámen je od roku 1974 instalována expozice jednostopých motorových vozidel, od půlky devadesátých let jsou uvedeny v expozici předměty zámeckého života, například empírová ložnice přímo z hradu.